# Gürtelbruderschaft des hl. Franziskus
Die Gürtelbruderschaft des hl. Franziskus (lat.: Chordigeri S. Francisci Assiensis, Ordenskürzel: Chord (Fr)) ist eine ehemalige römisch-katholische Laienbruderschaft. Sie wurde 1558 vom Franziskaner Felice Peretti di Montalto, dem späteren Papst Sixtus V., initiiert und verlor um 1814/15, in der Zeit der Restauration, ihre Existenz.

## Geschichte
Die Bezeichnung „Gürtelbruderschaft“ ist auf den schmalen Gürtel oder die Kordel zurückzuführen, der nach dem Vorbild des Franz von Assisi und der franziskanischen Orden von den Mitgliedern getragen wurde. Der offizielle Titel der ursprünglichen Bruderschaft heißt demnach auch „Erzbruderschaft vom Gürtel des hl. Franz von Assisi“. Das Tragen dieser Kordel sollte die Bußbereitschaft und Wachsamkeit symbolisieren. Darüber hinaus sagte die Regel, dass jeder, der den geweihten Gürtel trage, vor dem „Bösen“ geschützt sei.
Die Bruderschaft war zunächst ein frommer christlicher Verein. Zur täglichen Pflicht gehörte nach den Ordensregeln das sechsmalige Beten des „Vaterunsers“. Auf den monatlichen Versammlungen, die bei den Minderen Brüdern stattfanden, wurde eine Andacht abgehalten, Spenden eingesammelt und Ablässe erteilt. Als Mitglied konnte jeder, der sich den Statuten der Bruderschaft unterordnete, eintreten und auch wieder austreten. Da dieses einem verbreiteten Wunsch der Mitglieder entsprach, waren die Bruderschaften bei den Gläubigen sehr beliebt.

## Verbreitung

### Die Bruderschaft in München
Im Zeitraum von 1606 bis 1665 verbreitete sich die Gürtelbrüderschaft schnell. Schon 1606 verzeichnete die Gemeinschaft im Großraum München über 17.000 Mitglieder. Die Mitgliedsliste reichte von Herzog Wilhelm in Bayern über Kurfürst Maximilian I. bis zu Schaustellern und Übeltätern.

### Die Bruderschaft im Kloster Vohburg
Im Jahre 1762 erhielt die im Kloster Vohburg an der Donau ansässige Gürtelbruderschaft des hl. Franziskus ein eigenes Altarprivileg. Während der monatlich stattfindenden Prozessionen wurde jedem Teilnehmer ein vollkommener Ablass gewährt. Diesem generellen Ablass hatte schon Papst Sixtus V. im Jahr 1586 zugestimmt und ihn genehmigt. Zu den Gebetsandachten und Prozessionen sollten die Mitglieder ihren „Gürtel“ öffentlich tragen.

### Die Gürtelbruderschaft in Lechenich
Die Franziskaner in Lechenich waren seit dem 15. Jahrhundert in Brühl ansässig. Seit 1617 wurde durch einen Ordenspriester im 14-täglichen Zyklus für die Gürtelbruderschaft eine Bruderschaftsfeier abgehalten. Auch hier war der Bruderschaft ein Altarrecht zuerkannt worden. Die Bruderschaftsfeier wurde in der Pfarrkirche St. Kilian vor einem der Nebenaltäre der Kirche gehalten, die den Patronen der Bruderschaft geweiht waren.

### Kloster Schwarzenberg
1751 gründeten die 14 Patres und vier Brüder des Franziskanerklosters Schwarzenberg mit Erlaubnis des Diözesanbischofs eine Gürtelbruderschaft.

### Brüder in der Slowakei
In der slowakischen Ortschaft Oreské wurde die örtliche Pfarrei von 1721 bis 1773 durch die Laienbruderschaft der Gürtelträger betreut.

### Der hl. Benoit-Joseph Labre
Der hl. Benoît Joseph Labre (1748–1783) war ein Mitglied der Gürtelbruderschaft des hl. Franziskus. 1860 wurde er durch Papst Pius IX. selig und 1881 durch Papst Leo XIII. heiliggesprochen. Sein Kult verbreitete sich besonders in Rom, Frankreich und im Franziskanerorden.